# Мемориальный дом-музей Урала Тансыкбаева
Мемориальный Дом-музей Урала Тансыкбаева (узб. Xalq rassomi akademik Oral Tansiqboev uy-muzeyi)— музей, посвящённый узбекистанскому художнику, народному художнику СССР Уралу Тансыкбаеву.

## История
Музей был открыт 16 января 1981 года как филиал Государственного музея искусств УзССР. Создателем и первым директором музея стала вдова Урала Тансыкбаева Елизавета Яковлевна. В 1988 году её сменил муж племянницы художника Салтан Ибрагимович Тахоев. По состоянию на 2012 год исполняющим обязанности директора являлся Нодирбек Пирмухамедов. В настоящее время директором музея является Фарход Джалилов.

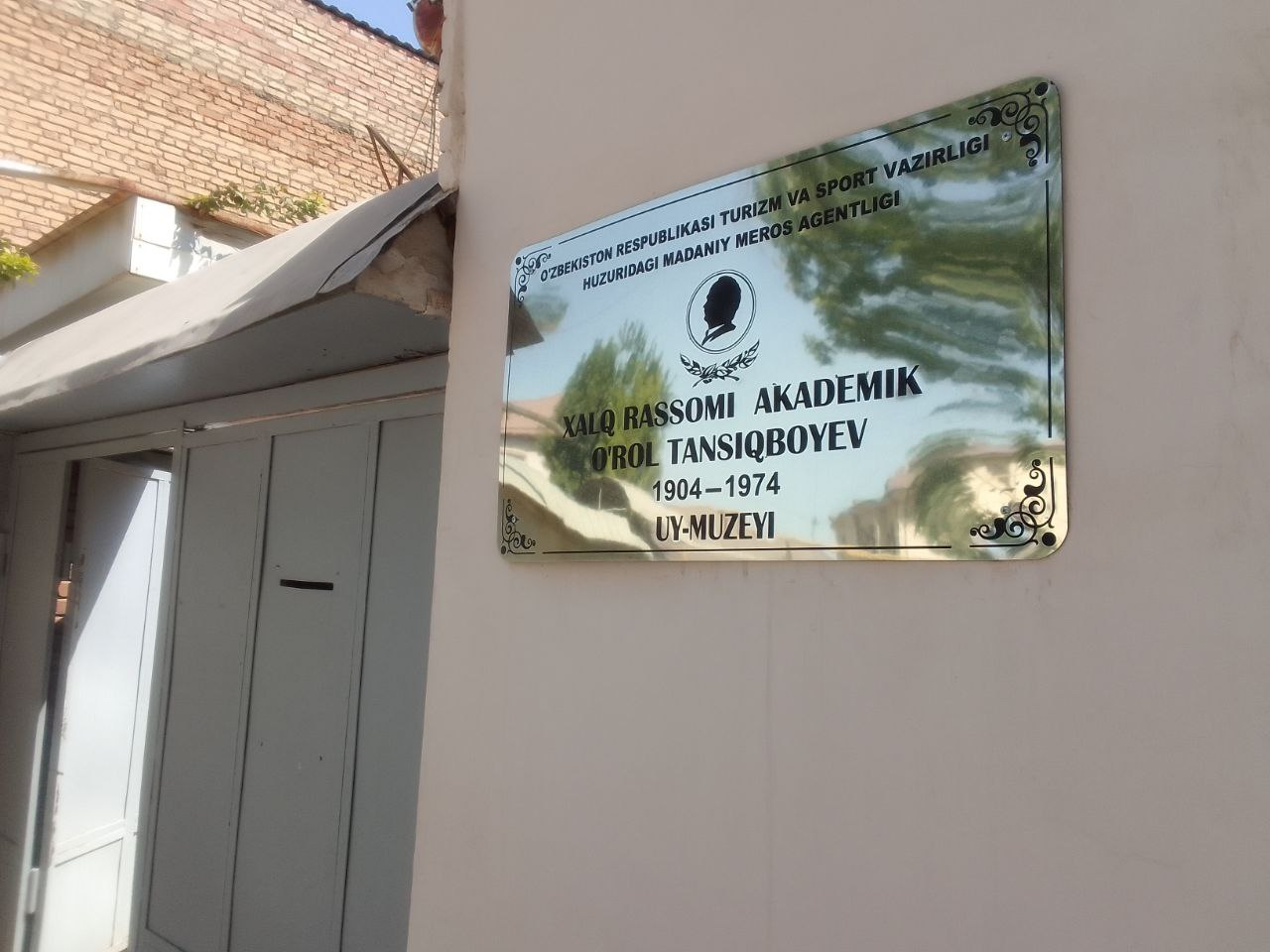
Вход в дом-музей

В 1994 году, в связи с 90-летием У. Тансыкбаева, к зданию дома-музея был пристроен выставочный зал.
Дом-музей находится в системе Министерства туризма и спорта Республики Узбекистан и непосредственно подчинён Агентству культурного наследия Республики Узбекистан.
Деятельность мемориального Дома-музея У. Тансыкбаева направлена на хранение, экспонирование, изучение и популяризацию изобразительного искусства Узбекистана на примере жизни и творчества Народного художника СССР академика У. Тансыкбаева, а также выставочная деятельность — проведение персональных, групповых выставок в выставочном зале Дома-музея. Кроме того одной из основных задач деятельности Дома-музея является оказание научно-методической помощи специалистам-теоретикам изобразительного искусства, просветительской помощи учебным заведениям, методическим кабинетам на основе архива и коллекции Дома-музея.
Дом-музей состоит из следующих помещений:
- Основное здание — мемориальная часть (двухэтажный коттедж), где художник прожил последние семь лет (1967—1974 г.);
- Административное помещение (лекционный зал);
- Двухэтажный выставочный зал (галерея) с хранилищем фондов — введён в эксплуатацию в 1994 году — год 90-летия художника.
- Мемориальным является также сад, окружающий дом-музей, посаженный самим художником.

По постановлению Министерства по делам культуры Республики Узбекистан № 111 от 03.05.2000 г. Дом-музей Урала Тансыкбаева стал самостоятельным в системе Министерства по делам культуры и спорта Республики Узбекистан. С 2021 года музей находится в системе Агентства культурного наследия при Министерстве туризма и спорта Узбекистана
Основной фонд мемориального дома-музея включает документы, библиотеку, фотографии, предметы быта и этнографии, изделия прикладного искусства, живопись, графику и скульптуру.